# 2001 RU143
2001 RU143, também escrito como 2001 RU143, é um objeto transnetuniano (TNO) que está localizado no cinturão de Kuiper, uma região do Sistema Solar. Este corpo celeste é classificado como um plutino, pois, o mesmo está em uma ressonância orbital de 2:3 com o planeta Netuno. O mesmo possui uma magnitude absoluta de 6,2 e tem um diâmetro com cerca de 253 km. O astrônomo Mike Brown liste este corpo celeste em sua página na internet como um candidato a possível planeta anão.

## Descoberta
2001 RU143 foi descoberto no dia 20 de agosto de 2001 pelo astrônomo Marc W. Buie.

## Órbita
A órbita de 2001 RU143 tem uma excentricidade de 0,151 e possui um semieixo maior de 39,349 UA. O seu periélio leva o mesmo a uma distância de 33,419 UA em relação ao Sol e seu afélio a 45,279 UA.